# 披针叶旌节花
披针叶旌节花（学名：Stachyurus salicifolius var. lancifolius）为旌节花科旌节花属下的一个变种。